# Туготино
Туготино — деревня в центральной части Порховского района Псковской области. Является административным центром сельского поселения «Туготинская волость».
Расположена в 14 км к западу от города Порхов на реке Веретенька.

## Население
Численность населения составляет 21 житель (2000 год).